# 펀디만

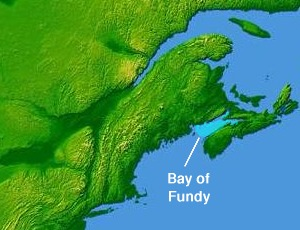
펀디만의 위치

펀디만(영어: Bay of Fundy, 프랑스어: Baie de Fundy)은 북아메리카의 동쪽에 자리한 대서양의 만이다. 메인만의 북쪽에 위치하며, 캐나다의 뉴브런즈윅주와 노바스코샤주와 접하며, 미국의 메인주와도 조금 닿아있다.